# Sprookjesstad
Sprookjesstad was het grootste kinderfestival dat in Rotterdam wordt georganiseerd. Het festival maakte sinds 2005 deel uit van de Rotterdamse Winterfestivals en werd jaarlijks door Stichting Wensenwerk georganiseerd in samenwerking met de Dienst voor Sport en recreatie van de Gemeente Rotterdam vanaf de eerste vrijdag na Sinterklaas tot en met het einde van het jaar.
Het festival bestond uit vele tientallen tentoonstellingen, workshops en voorstellingen voor kinderen in de leeftijd van 4 tot en met 12 jaar, waarbij sprookjes centraal staan. Het festival is opgeheven.

## Locaties
- Bibliotheektheater Rotterdam
- De Doelen
- Donnertheater
- Jeugdtheater Hofplein
- Maritiem Museum Rotterdam
- Nationaal Onderwijsmuseum
- Nederlands Fotomuseum
- Rotterdamse Schouwburg
- Sophia Kinderziekenhuis
- Villa Zebra
- Wereldmuseum Rotterdam

De tien culturele centra van de dienst Sport en Recreatie van de Gemeente Rotterdam:
- Castagnet
- De Hoekstee
- Delfshaven
- Kapelletje
- Klooster
- Larenkamp
- Lombardijen
- Tamboer
- Zevenkamp
- Zevensprong